# Жилинка (Калузька область)
Жилинка (рос. Жилинка) — присілок в Малоярославецькому районі Калузької області Російської Федерації.
Населення становить 22 особи. Входить до складу муніципального утворення Село Недельне.

## Історія
Від 2004 року входить до складу муніципального утворення Село Недельне.

## Населення
| 2002 | 2010 |
| ---- | ---- |
| 24   | ↘22  |